# Anina Brisolla

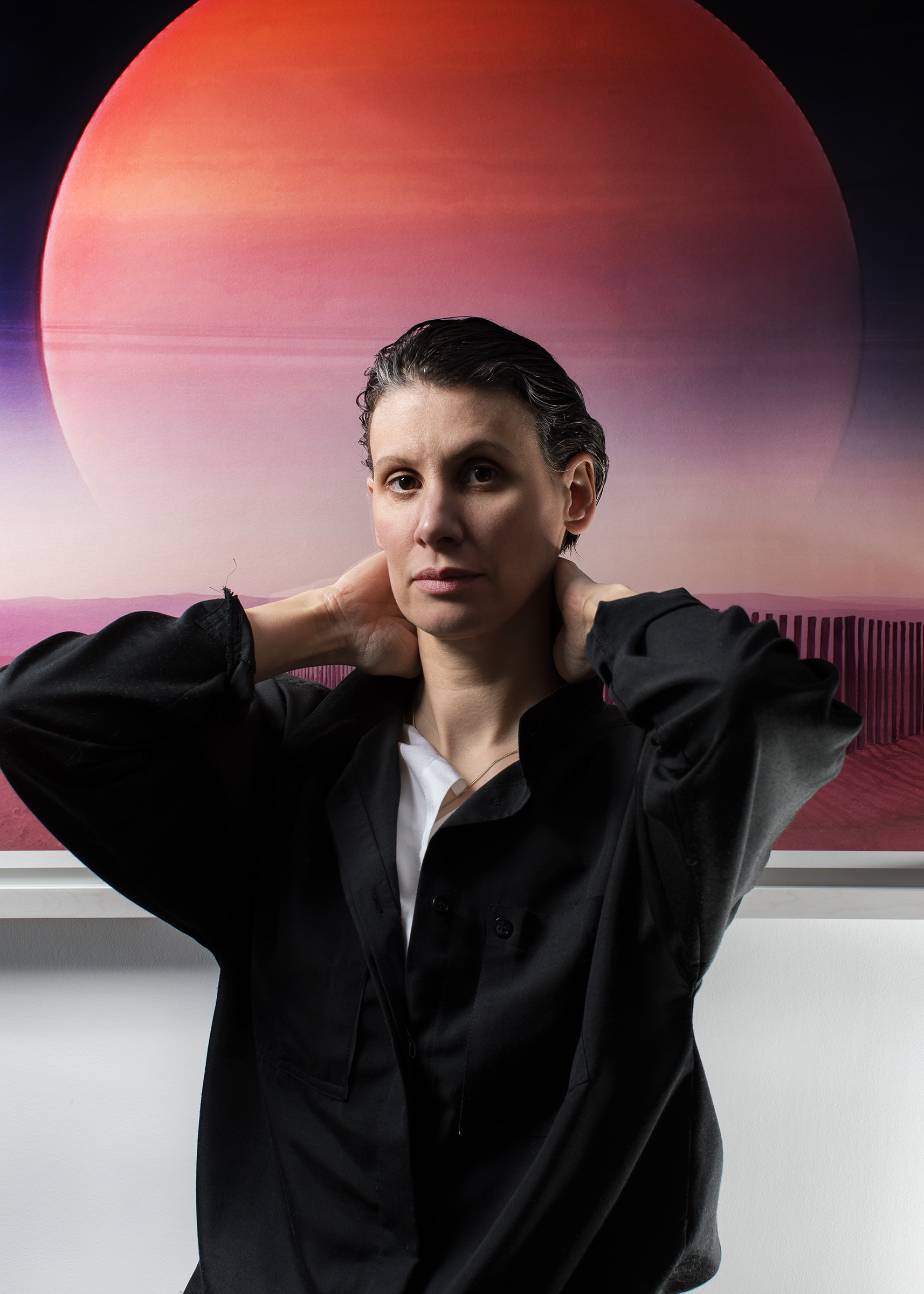
Anina Brisolla fotografiert von Oliver Mark, Berlin 2021

Anina Brisolla (* 1976 in Hamburg) ist eine deutsche Künstlerin. Sie arbeitet mit Video- und Rauminstallationen, Design, Malerei und Zeichnung.

## Leben und Werk
Anina Brisolla studierte Bildende Kunst an der Academie voor Kunst en Industrie (AKI) in Enschede, Niederlande, und an der School of Visual Arts in New York. Sie lebt und arbeitet in Berlin.
Ihre Werke schaffen einen Übergang von digitaler zu analoger Kunst. Sie verwendet Bilder aus dem Internet, die sie transformiert und neu interpretiert. Sie thematisiert das Verhältnis von Mensch, Natur und Raum, ohne Menschen darzustellen. Ihre Arbeiten wurden unter anderem im SMAC in Berlin-Mitte, im Centre for Contemporary Art –CCA Glasgow, im Berliner Radialsystem und in der Kunsthalle Exnergasse im WUK in Wien gezeigt.
Die Zeitschrift Arch+ veröffentlichte 2018 unter dem Themenschwerpunkt „Property Issue - Von der Bodenfrage und neuen Gemeingütern“ Anina Brisollas mehrseitigen „Bildessay“ Prospect mit einer Zeichnung aus dieser Werkserie als Titelblatt und einem Text von Jan Kage, der schrieb: „Grundlage ihrer Zeichnungen sind mit einer Simulationssoftware generierte Bilder von Galaxien, Sternen und Planeten. […] Die Arbeiten setzen sich mit den Hoffnungen und Träumen der Menschen im Zeitalter des Anthropozän auseinander, das – geprägt von Untergangsvisionen und Dystopien – Traumbilder produziert, die als Erlösungsfantasien gelesen werden müssen.“

## Ausstellungen und Filme
- 2007:  „Rest“, Galerie Markus Winter, Berlin
- 2009:  „Esotec“, Kurz-Experimentalfilm, aufgeführt auf der KunstFilmBiennale in Köln[7]
- 2009: „Podrostok“, SOX, Berlin
- 2009: „Kubaturen. Mediale Konstruktion von Räumen“, Künstlerhaus Dortmund[8]
- 2009: „Schickeria – High Society“, BDA-Ausstellungsraum, Braunschweig
- 2010: „noire et pourtant lumineuse“, Matthew Bown Gallery, Berlin
- 2010: „Texture“, Galerie Metro, Berlin
- 2010: „Höhepunkte der Kölner KunstFilmBiennale in Berlin“, Kunst-Werke Berlin – KW Institute for Contemporary Art, Berlin
- 2013: „pieces“, Kwadrat, Berlin
- 2016: „Über die Unmöglichkeit des Seins“, Kunsthalle Exnergasse, Wien
- 2017: Being Human: Digital/Analog, Ausstellung und Symposium,  Centre for Contemporary Art - CCA Glasgow[9]
- 2018: „WonderWoman ART b!tch“, Bar Babette, Berlin